# Petrus Lotichius Secundus

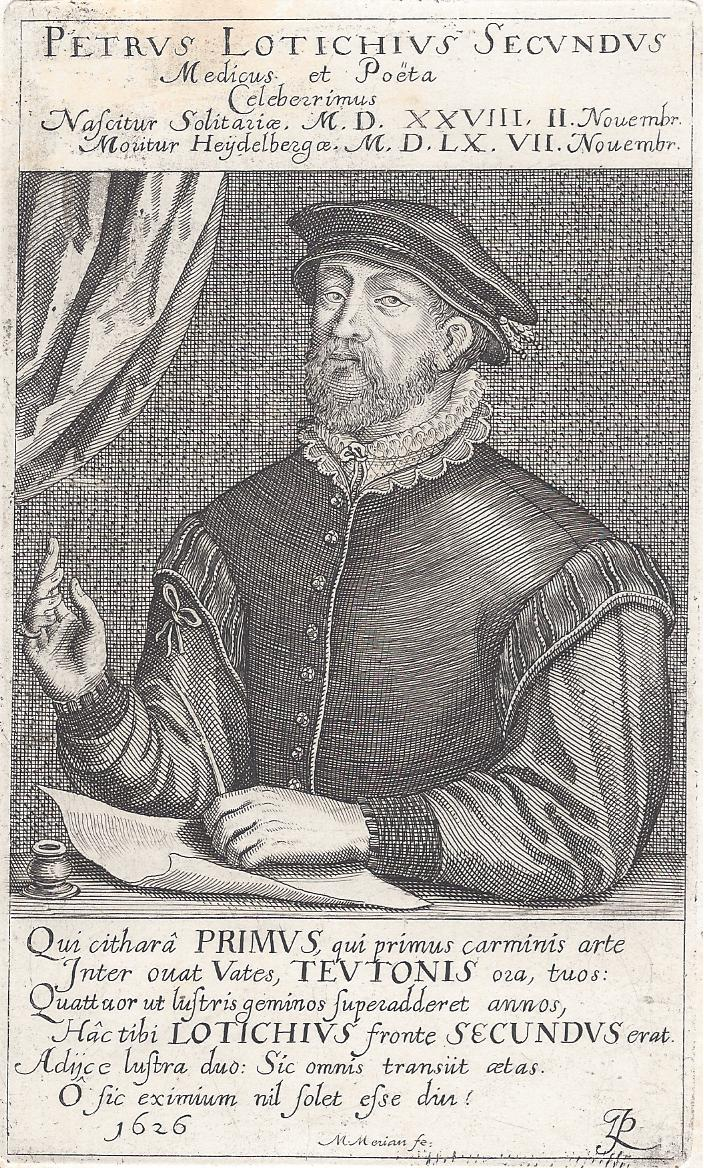
Petrus Lotichius Secundus, Kupferstich von Matthäus Merian, 1626

Petrus Lotichius Secundus, Petrus Lotichius oder Peter Lotich der Jüngere, eigentlich Peter Lotz (* 2. November 1528 in Niederzell bei Schlüchtern; † 7. November 1560 in Heidelberg), war ein Gelehrter und neulateinischer Dichter sowie Professor der Medizin in Heidelberg.

## Leben
Peter Lotz (latinisierter Humanistenname: Petrus Lotichius Secundus) wurde 1528 in Niederzell, heute ein Ortsteil von Schlüchtern (Hessen), in der Grafschaft Hanau geboren. Er besuchte in seiner Kindheit (1535/1537) die von seinem Onkel Abt Petrus Lotichius (Peter Lotz der Ältere) gegründete Klosterschule in Schlüchtern. Sein Bruder Christian Lotichius war stellvertretender Abt des Klosters Schlüchtern. Erste Anregungen für lateinische Dichtungen erhielt er in von dem Frankfurter Humanisten Jakob Micyllus. Ab 1544 nahm er ein Studium in Marburg auf, wechselte bald darauf nach Leipzig zu Joachim Camerarius und von dort nach Wittenberg zu Melanchthon. Im Winter 1546/47 diente er als Soldat im Schmalkaldischen Krieg auf protestantischer Seite bei Magdeburg. 1548 erwarb er den Grad eines Magister Artium in Wittenberg. 1550/51 reiste er als Begleiter der Neffen des Würzburger Kanonikus Daniel Stibar (siehe auch Erasmus Neustetter genannt Stürmer) nach Paris. Ende 1551 nahm er in Montpellier ein Studium der Medizin und Botanik auf, das er Ende 1554 in Padua fortführte und 1556 in Bologna mit dem Erhalt des Doktorgrades abschloss. Nach kurzem Aufenthalt in Heidelberg 1556 zog er nach Schlüchtern. 1557 wurde er von Kurfürst Ottheinrich als Professor der Medizin und Botanik nach Heidelberg berufen, wo sich schnell ein Kreis jüngerer Dichter um ihn scharte. Seine ärztliche Tätigkeit beschränkte sich auf die praktische, möglicherweise auf der Lehre des Paracelsus beruhende Ausübung seine Berufes. Der seit 1556 von sich wiederholenden Fieberanfällen heimgesuchte starb (eventuell als Folge einer Vergiftung aus der Bologneser Zeit) als bedeutender deutscher Lyriker seiner Zeit am 7. November 1560. Einen 1560 erhaltenen Ruf nach Marburg hatte er zuvor aus gesundheitlichen Gründen abgelehnt. Sein Nachfolger an der Universität Heidelberg wurde Georg Marius, den Lotichius um 1555 kennengelernt hatte.
Lotichius Secundus verfasste keine medizinischen oder naturwissenschaftlichen Schriften, hinterließ aber ein umfangreiches Œuvre an klassischen Vorbildern orientierter Gedichte. Gerühmt wird an seiner Dichtung die gekonnte Durchdringung und Anverwandlung literarischer Vorgaben und Vorbilder bei gleichzeitiger individueller Ausformung der Welt- und Selbsterfahrung seiner Epoche. Die Erstfassungen seiner Gedichte erfuhren im Zuge ihrer Neudrucke zu Lebzeiten des Autors von ihm z. T. mehrfache Überarbeitungen. Großen Nachhall im 17. und 18. Jahrhundert fand seine wohl im Herbst 1552 vollendete Elegie 2,4, in der er in düster grübelndem Ton und mit Grauen hervorrufenden Bildern die schwere, aber erfolglose Belagerung des fest zum lutherischen Protestantismus stehenden Magdeburg durch Truppen des katholischen Kaisers thematisiert. Nach der Belagerung und Zerstörung Magdeburgs 1631 durch Tillys Truppen (Magdeburger Hochzeit) im Dreißigjährigen Krieg wurde Lotichius Secundus der Rang eines Dichterpropheten zugewiesen. Eine schnell kursierende deutsche Übersetzung wurde lange Martin Opitz zugeschrieben; tatsächlich stammt sie von dem Drucker Gregor Ritzsch. Die Gedichte von Peter Lotichius wurden von Ernst Gottlob Köstlin ins Deutsche übersetzt und 1826 herausgegeben.

## Gedichte (Auswahl)

### Weihnacht
Einsam am Strand im fernen Westen,

erwarte ich mit müdem Mut,

den Tag, da du zu meinem Besten,

annimmst mein armes Fleisch und Blut,

hehrer, göttlicher Knabe.
Doch nein, heut’ keine Trauerweisen,

lass fahren, was dir Kummer macht,

lasst uns die Weihnachtsglocken läuten,

auch wo des Südens Sonne lacht.

## Werke
- Elegiarum liber; Carminum libellus – Paris, 1551
- Elegiarum liber secundus; Venator – Lyon, 1553
- Carminum libellus – Bologna, 1556
- Poemata – Leipzig, 1563
- Opera omnia – Leipzig, 1586
- Opera omnia; quibus acc. vita eiusdem, ex luculenta Ioannis Hagii narratione breviter concinnata. Heidelberg: Vögelin, 1603 ([12], 363, [1] S.).
- Poemata omnia, herausgegeben v. Pieter Burman der Jüngere (2 Bde.). Amsterdam: Schouten 1754. Nachdruck der Ausgabe Amsterdam: Schouten 1754: Olms: Hildesheim/Zürich/New York 1999 (mit umfangreichem Ad lineam-Kommentar)
- Petri Lotichii Secundi … Poemata quae exstant omnia, selectis P. Burmanni et C. F. Quelli notis illustrata, recensuit, praefatus est notasque suas et indicem adiecit C. T. Kretzschmar. Dresdae: Gerlach 1771 (xviii, 555 S.) (mit umfangreichem Ad lineam-Kommentar)
- [Eleg. II,4; I,2; Carmina: Ad Ioannem Altum poetam suavissimum; In effigiem militum Germanorum; De puella infelici; Ecloga 2] Lateinische Gedichte deutscher Humanisten. Lat. –dtsch. Ausgew., übers. und. erläut. Von Harry C. Schnur (Reclam UB 8739). Stuttgart: Reclam (1966) 2., verb. Aufl. 1978, S. 252–279 (lat.-dtsch. Text). 453–457 (Erläut.).
- [Eleg. I,5; I,8;; I,11; II,4; III,6; III,10; V,16; V,19; VI,5; VI,8; VI,31; VI,34; Carmina I,15; II,2; II,7] Summa Poetica. Griechische und lateinische Lyrik von der christlichen Antike bis zum Humanismus. Hrsg. von Carl Fischer. Mit einem Nachw. von Bernhard Kytzler. München: Winkler 1967, S. 720–737.
- [Eleg. II,4, zusammen mit der lange Martin Opitz zugeschriebenen deutschen Nachdichtung] Herwig Heger (Hrsg.): Spätmittelalter, Humanismus, Reformation. Texte und Zeugnisse. 2. Teilbd.: Blütezeit des Humanismus und Reformation (Die deutsche Literatur. Texte und Zeugnisse II/2). München: C. H. Beck 1978, S. 479–485.
- [Eleg. I,11; V,21; V,28] Der deutsche Renaissance-Humanismus. Aus dem Lateinischen. Abriss, Auswahl, Übersetzung, Anmerkungen, Zeittafel, Nachwort, Literatur- und Personenverzeichnis von Winfried Trillitzsch (Reclam Universal-Bibliothek 900). Leipzig: Reclam 1981, S. 533–539.
- [Eleg. I,1-11; II,3; II,4; II,6; II,7; III,3; III,4; IV,2; Carmina: Ad Clusium; Ad Acin fontem;In effigiem militum Germanorum; De puella infelici] Humanistische Lyrik des 16. Jahrhunderts. Lat. und dtsch. […] ausgew., übers., erläut. und hrsg. von Wilhelm Kühlmann, Robert Seidel und Hermann Wiegand (Bibliothek deutscher Klassiker 146). Frankfurt a. M.: Deutscher Klassiker Verlag 1997, S. 396–497 (lat.-dtsch.). 1178–1239 (Lit.; Komm.).